# 東京戰争戦後秘話
『東京戦争戦後秘話』（とうきょうせんそうせんごひわ）は、1970年（昭和45年）6月27日に公開された大島渚監督の日本映画である。上映時間94分、白黒映画、スタンダード・サイズ。創造社、日本アート・シアター・ギルド（ATG）提携製作、ATG配給。サブタイトル付で『東京戦争戦後秘話 映画で遺書を残して死んだ男の物語』（-えいがでいしょをのこしてしんだおとこのものがたり）とも呼ぶ。当初のタイトルは『東京風景戦争』（とうきょうふうけいせんそう）。

## スタッフ
- 監督 - 大島渚
- 主題 - 大島渚、田村孟
- 脚本 - 原正孝、佐々木守
- 音楽 - 武満徹
- 撮影監督 - 成島東一郎
- 照明 - 水村富雄
- 美術 - 戸田重昌
- 録音 - 西崎英雄
- 編集 - 浦岡敬一
- 効果 - 本間明
- スチル - 佐藤元洋
- 協力 - 井上正隆、村田憲司
- 助監督 - 山崎祐次、佐々木文一、永井憲二、川島和雄
- 撮影助手 - 兼松凞太郎、倉田文彦、榊原勝己
- 照明助手 - 小宮山安夫
- 録音助手 - 高井唯夫、小笠原清
- 編集助手 - 高橋司圭子
- 製作 - 山口卓治
- 製作進行 - 吉田眞樹宣、小池弘文
- 現像 - 東洋現像所
- 録音 - アオイスタジオ
- 技術 - キャビネットオブエヌ
- 協力 - ジャパレン

## 出演
- 元木象一 - 後藤和夫（グループポジポジ）
- 泰子 - 岩崎恵美子
- 谷沢 - 福岡杉夫（グループポジポジ）
- 晶子 - 大島ともよ
- 松村 - 福田健一（グループポジポジ）
- 坂本 - 磯貝浩（グループポジポジ）
- 高木 - 橋本和夫（グループポジポジ）
- 遠藤 - 堀越一哉（グループポジポジ）
- その他 - 白石奈緒美、吉野憲司、椎谷健治、津野哲郎、津路清子